# Colorado nationalmonument

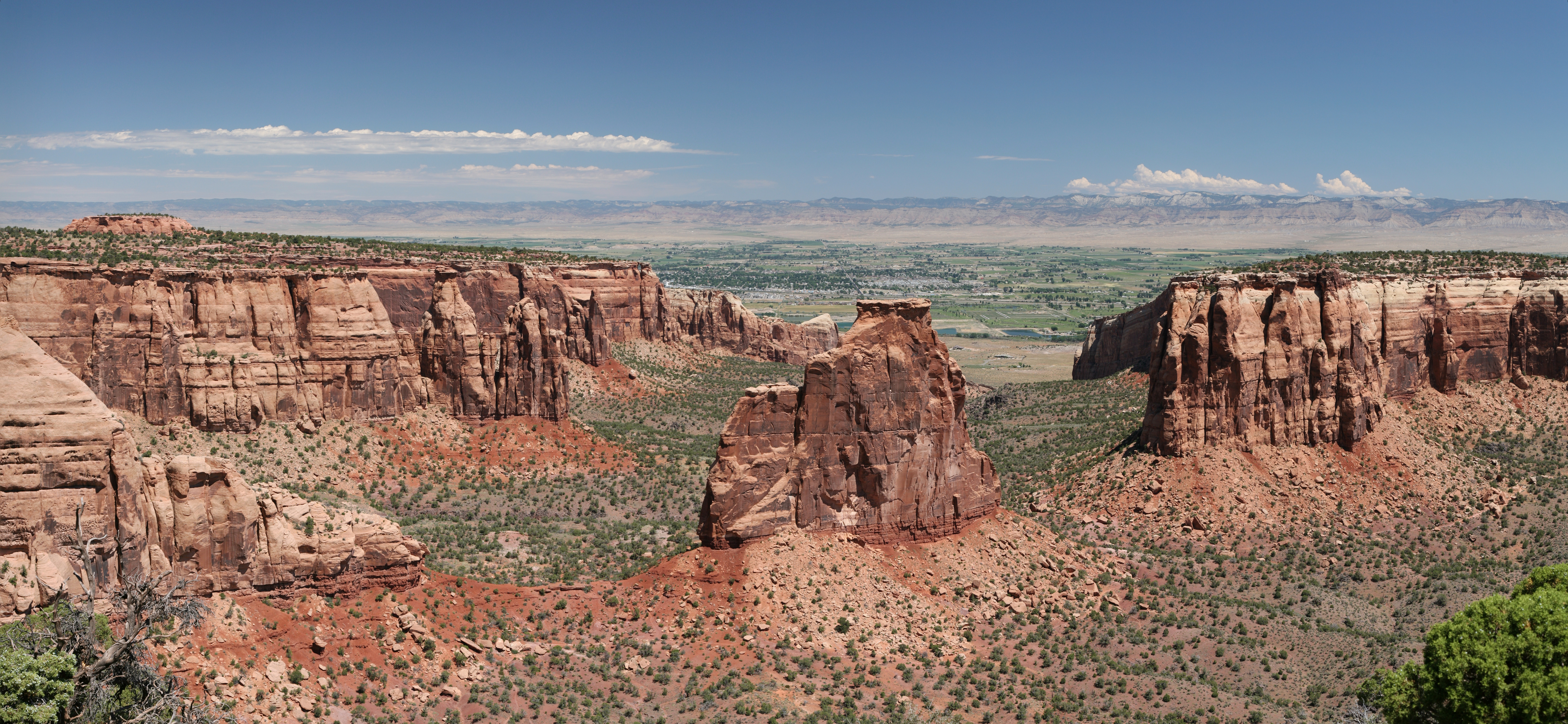

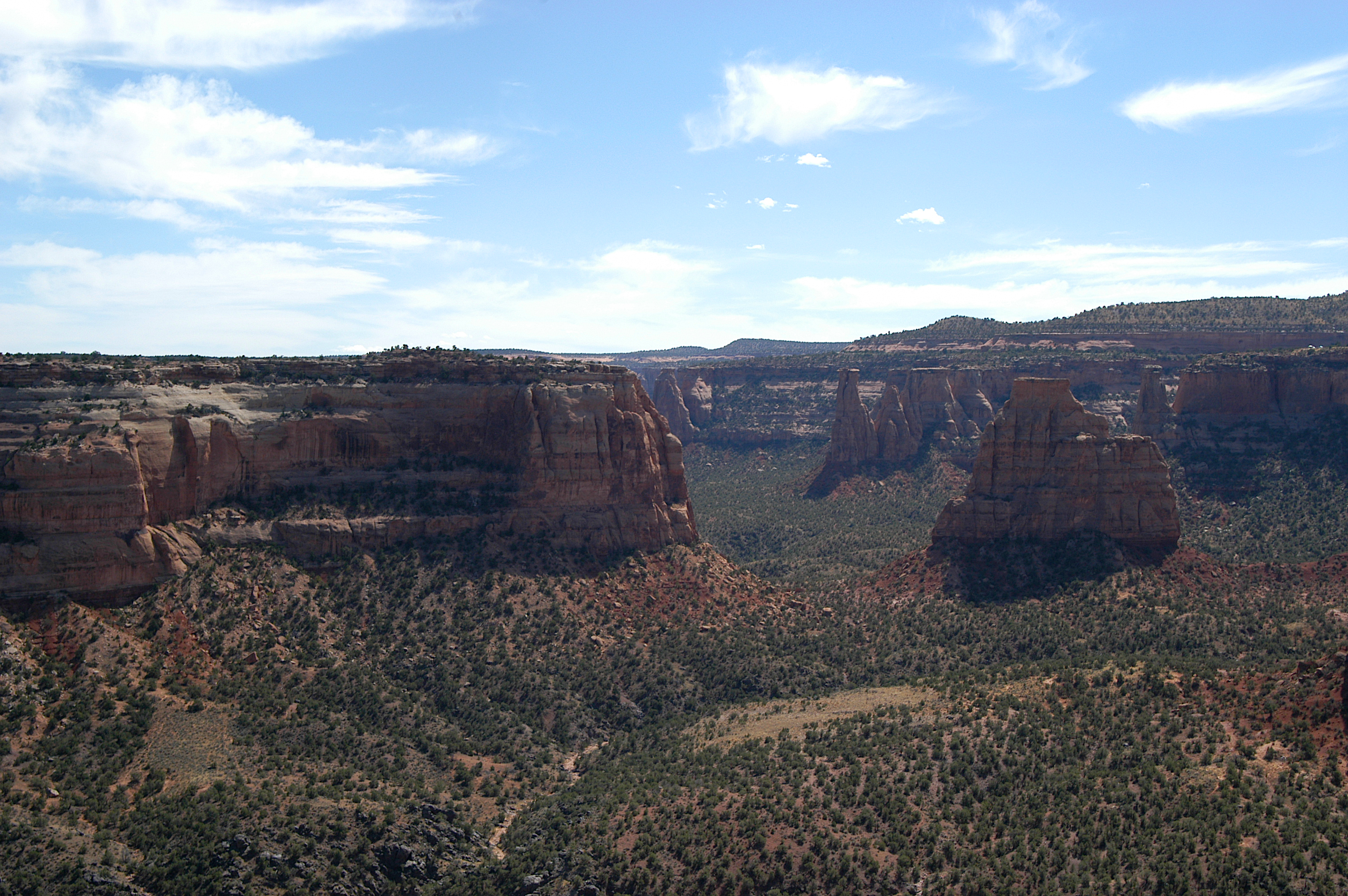
Colorado nationalmonument

Colorado nationalmonument ligger i delstaten Colorado i USA. Området är ett säreget landskap med kanjoner och bergsformationer. Man kan köra med bil genom hela området, längs kanten på kanjonen.